# Rajd Dakar 1990
Rajd Dakar 1990 (Rajd Paryż - Dakar 1990) – dwunasta edycja pustynnego Rajdu Dakar. Udział wzięło 465 konkurentów, którzy wystartowali z paryskiej dzielnicy La Défense. W klasyfikacji końcowej samochodów po raz trzeci tryumfował Fin Ari Vatanen, zaś w klasyfikacji motocykli Włoch Edi Orioli.